# Amt Wetter (Grafschaft Mark)
Das Amt Wetter war eine Verwaltungs- und Gerichtseinheit in der Grafschaft Mark mit Sitz in Wetter (Ruhr).
Das Amt Wetter entstand im Mittelalter rund um die Burg Wetter. Es umfasste Dorf und Freiheit Wetter, Herdecke (seit 1739 Stadt), Ende, Volmarstein, Oberwengern.
1753 wurde im Wege einer Verwaltungsreform in der Grafschaft Mark die Kreisverfassung eingeführt. Die Grafschaft wurde in vier Kreise eingeteilt. Das Amt Wetter wurde dem Wetterschen Kreis zugeschlagen.